# Copa de Rumania 2011-12
La Cupa României 2011–12 es la 74 edición del torneo de fútbol de eliminatorias de Rumania que se celebra anualmente. El ganador de la competición se clasifica para los play-off de la UEFA Europa League 2012–13.

## Quinta ronda
| 6 de septiembre de 2011 | Petrotub Roman | 1 – 2 | FCM Bacău                  | Moldova, Roman                |                               |
|                         | Drugă 93'      |       | Curiliuc 117' · Taban 120' | Árbitro(s): Ciprian Amarandei | Árbitro(s): Ciprian Amarandei |

| 6 de septiembre de 2011 | Sănătatea Cluj                                               | 5 – 1 | Arieşul Turda | Victoria Someşeni, Cluj-Napoca |                               |
|                         | Hoca 10' · Ghiorma 25' · Gaşpar 37' · Pop 72' · Sărmăşan 88' |       | Petruş 90'    | Árbitro(s): Claudiu Ştefănuţi  | Árbitro(s): Claudiu Ştefănuţi |

| 6 de septiembre de 2011 | Luceafărul Oradea                                  | 4 – 2 | UTA Arad              | Luceafărul, Sânmartin, Bihor  |                               |
|                         | Andor 43' · Ianc 82' · Blănaru 107' · Popescu 115' |       | Capătă 9' · Varga 72' | Árbitro(s): Flavius Alin Roşu | Árbitro(s): Flavius Alin Roşu |

| 6 de septiembre de 2011 | Naţional Sebiş | 1 – 2 | FC Timişoara             | Naţional, Sebiş                |                                |
|                         | Băd 9'         |       | Tameş 21' · Popovici 88' | Árbitro(s): Florin Mihai Marcu | Árbitro(s): Florin Mihai Marcu |

| 6 de septiembre de 2011 | Pandurii II Târgu Jiu            | 2 – 3 | Gaz Metan Severin    | Tudor Vladimirescu II, Târgu Jiu |                             |
|                         | Fărcăşanu 43' · Golea 88' (pen.) |       | Vancea 36', 40', 53' | Árbitro(s): Adrian Stănescu      | Árbitro(s): Adrian Stănescu |

| 6 de septiembre de 2011 | Vişina Nouă   | 1 – 0 | Alro Slatina | Sportul, Vişina Nouă     |                          |
|                         | Priescu 90+3' |       |              | Árbitro(s): Iulian Călin | Árbitro(s): Iulian Călin |

| 6 de septiembre de 2011 | Voinţa Livezile | 3 – 2 | Maramureş Universitar Baia Mare | Voinţa, Livezile, Bistriţa-Năsăud |  |
|                         |                 |       |                                 | Árbitro(s): Dan Florin Dreve      |  |

| 6 de septiembre de 2011 | Chindia Târgovişte | 0 – 1 | Astra II | Eugen Popescu, Târgovişte       |                                 |
|                         |                    |       | Rusu 48' | Árbitro(s): Cătălin Marian Pană | Árbitro(s): Cătălin Marian Pană |

| 6 de septiembre de 2011 | Gloria Buzău | 1 – 2 | CS Otopeni          | Municipal, Buzău             |                              |
|                         | Filip 107'   |       | Ghiţă 97' · Ene 99' | Árbitro(s): Mihai Amorăriţei | Árbitro(s): Mihai Amorăriţei |

| 6 de septiembre de 2011 | CF Brăila            | 2 – 0 | Săgeata Năvodari | Municipal, Brăila              |                                |
|                         | Otvoş 7' · Moise 55' |       |                  | Árbitro(s): Ovidiu Petru Oprea | Árbitro(s): Ovidiu Petru Oprea |

| 6 de septiembre de 2011 | Callatis Mangalia                       | 2 – 3 | Viitorul Constanţa                    | Central, Mangalia                   |                                     |
|                         | Iordache 4' (pen.) · Ibrahim Camara 89' |       | Creţu 12' · Lazăr 83' · L. Turcu 112' | Árbitro(s): Bogdan Ionuţ Anghelinei | Árbitro(s): Bogdan Ionuţ Anghelinei |

| 6 de septiembre de 2011 | ASC Bacău           | 2 – 3 | Dunărea Galaţi           | Municipal, Bacău              |                               |
|                         | Cojocaru 69' (pen.) |       | Cristea 12' · Cârjan 21' | Árbitro(s): Bogdan Hanceariuc | Árbitro(s): Bogdan Hanceariuc |

| 7 de septiembre de 2011 | Juventus Bucureşti                           | 4 – 1 | Dinamo II | Juventus, Bucarest       |                          |
|                         | Tache 33' · Marin 77', 90+3' · Florică 90+2' |       | Bucă 58'  | Árbitro(s): Adrian Ilyeş | Árbitro(s): Adrian Ilyeş |

| 7 de septiembre de 2011 | Oltchim Râmnicu Vâlcea                       | 3 – 1 | FC Argeş   | Oltchim, Râmnicu Vâlcea          |                                  |
|                         | O. Marinescu 28' · Preda 76' · Muşuroaia 81' |       | Beuran 10' | Árbitro(s): George Cătălin Găman | Árbitro(s): George Cătălin Găman |

## Dieciseisavos de final
Los 14 ganadores de la quinta fase entraron en esta ronda y se unieron a los 18 clubes de la Liga I.
| 20 de septiembre de 2011 | Gaz Metan Severin     | 2 – 2 | CS Mioveni              | Municipal, Drobeta-Turnu Severin |                            |
|                          | Trifu 17' · Coţan 45' |       | Dina 34' · Gheorghe 59' | Árbitro(s): Dragoş Istrate       | Árbitro(s): Dragoş Istrate |

| 20 de septiembre de 2011 | FC Braşov               | 2 – 0 | FCM Bacău | Silviu Ploeşteanu, Braşov |                          |
|                          | Buga 96' · Machado 107' |       |           | Árbitro(s): Adrian Ilyeş  | Árbitro(s): Adrian Ilyeş |

| 20 de septiembre de 2011 | Petrolul Ploiești                                 | 4 – 1 | Concordia Chiajna | Conpet, Strejnic          |                           |
|                          | Melinte 19' · Komazec 65' · Negru 76' · Mitea 83' |       | Popa 7'           | Árbitro(s): Radu Petrescu | Árbitro(s): Radu Petrescu |

| 20 de septiembre de 2011 | Oțelul Galați                              | 3 – 1 | Oltchim Râmnicu Vâlcea  | Oțelul, Galați                                           |                                                          |
|                          | Punoševac 5', 38' · Sârghi 28' · Iorga 90' |       | O. Marinescu 29' (pen.) | Asistencia: 5,000 espectadores Árbitro(s): Dragoş Teodor | Asistencia: 5,000 espectadores Árbitro(s): Dragoş Teodor |

| 21 de septiembre de 2011 | CF Brăila | 0 – 1 | Gaz Metan Mediaş | Municipal (Brăila), Brăila                            |                                                       |
|                          |           |       | Frăsinescu 48'   | Asistencia: 6,000 espectadores Árbitro(s): Emil Voicu | Asistencia: 6,000 espectadores Árbitro(s): Emil Voicu |

| 21 de septiembre de 2011 | Dunărea Galaţi  | 1 – 0 | Sportul Studențesc | Dunărea, Galaţi                                         |                                                         |
|                          | V. Munteanu 31' |       |                    | Asistencia: 300 espectadores Árbitro(s): Lucian Rusandu | Asistencia: 300 espectadores Árbitro(s): Lucian Rusandu |

| 21 de septiembre de 2011 | Voința Sibiu | 0 – 0 | CS Otopeni | Municipal (Sibiu), Sibiu       |  |
|                          |              |       |            | Árbitro(s): Mugurel Drăgănescu |  |

| 21 de septiembre de 2011 | Pandurii Târgu Jiu                                         | 5 – 0 | Vişina Nouă | Tudor Vladimirescu, Târgu Jiu |                          |
|                          | Štromajer 7' · Batin 14', 87' · Vranješ 46' · Grigoraş 75' |       |             | Árbitro(s): Cătălin Popa      | Árbitro(s): Cătălin Popa |

| 21 de septiembre de 2011 | Astra II Giurgiu | 1 – 0 | Universitatea Cluj | Marin Anastasovici, Giurgiu |                            |
|                          | Budescu 108'     |       |                    | Árbitro(s): Claudiu Baboia  | Árbitro(s): Claudiu Baboia |

| 21 de septiembre de 2011 | FC Timişoara           | 2 – 0 | Ceahlăul Piatra Neamț | Dan Păltinişanu, Timişoara |                          |
|                          | Goga 15' · Curtean 75' |       |                       | Árbitro(s): Florin Miron   | Árbitro(s): Florin Miron |

| 21 de septiembre de 2011 | Rapid București                   | 4 – 1 | Juventus Bucureşti | Giuleşti-Valentin Stănescu, Bucarest |                              |
|                          | Roman 37', 45' · Apostol 64', 79' |       | Zaharia 89'        | Árbitro(s): Andrei Chivulete         | Árbitro(s): Andrei Chivulete |

| 21 de septiembre de 2011 | Astra Ploiești | 1 – 0 | CFR Cluj | Astra, Ploiești             |                             |
|                          | Fatai 46'      |       |          | Árbitro(s): Adrian Cojocaru | Árbitro(s): Adrian Cojocaru |

| 22 de septiembre de 2011 | Târgu Mureş | 1 – 0 | Viitorul Constanţa | Trans-Sil, Târgu Mureş |  |
|                          | Ilyeş 2'    |       |                    |                        |  |

| 22 de septiembre de 2011 | Vaslui                                                                           | 8 – 0 | Vointa Livezile | Municipal (Vaslui), Vaslui |  |
|                          | Gheorghiu 8' · Bello 23', 42', 83' · Buhăescu 40' · Costin 80' · Wesley 81', 86' |       |                 |                            |  |

| 22 de septiembre de 2011 | Steaua București                                       | 4 – 0 | Sănătatea Cluj | Municipal (Buzău), Buzău |  |
|                          | Nikolić 2' · Prepeliță 31' · Martinović 50' · Popa 87' |       |                |                          |  |

| 22 de septiembre de 2011 | Dinamo București | 1 – 0 | Luceafărul Oradea | Dinamo, Bucarest |  |
|                          | Luchin 31'       |       |                   |                  |  |

## Octavos de final
Los 16 ganadores de la ronda de treintaidosavos entran en el sorteo de esta ronda.
| 25 de octubre de 2011 | Gaz Metan Mediaş | 1 – 0   | Astra II Giurgiu | Gaz Metan, Mediaş                                      |                                                        |
|                       | Medeiros 67'     | Reporte |                  | Asistencia: 1.000 espectadores Árbitro(s): Crăciunescu | Asistencia: 1.000 espectadores Árbitro(s): Crăciunescu |

| 25 de octubre de 2011 | Oțelul Galați             | 2 – 1   | Târgu Mureş | Oțelul, Galați                                     |                                                    |
|                       | Paraschiv 51' · Antal 87' | Reporte | Subotić 81' | Asistencia: 3.000 espectadores Árbitro(s): Dumitru | Asistencia: 3.000 espectadores Árbitro(s): Dumitru |

| 26 de octubre de 2011 | Pandurii Târgu Jiu | 0 − 0   | FC Braşov | Tudor Vladimirescu, Târgu Jiu                       |                                                     |
|                       |                    | Reporte |           | Asistencia: 4.000 espectadores Árbitro(s): Petrescu | Asistencia: 4.000 espectadores Árbitro(s): Petrescu |

| 26 de octubre de 2011 | Dinamo București                                     | 5 – 0   | Gaz Metan Severin | Dinamo, Bucarest                                  |                                                   |
|                       | Ganea 37' 60' · Luchin 42' · Ţucudean 73' · Păun 83' | Reporte |                   | Asistencia: 200 espectadores Árbitro(s): Unimatan | Asistencia: 200 espectadores Árbitro(s): Unimatan |

| 27 de octubre de 2011 | Vaslui                                   | 4 – 1   | Dunărea Galaţi | Municipal (Vaslui), Vaslui                          |                                                     |
|                       | Lopes 38' · Neagu 55' · Adaílton 56' 70' | Reporte | 19' Chelaru    | Asistencia: 4.000 espectadores Árbitro(s): Colțescu | Asistencia: 4.000 espectadores Árbitro(s): Colțescu |

| 27 de octubre de 2011 | Astra Ploiești | 0 – 1   | Petrolul Ploiești | Astra, Ploiești                                      |                                                      |
|                       |                | Reporte | 21' Buhuşi        | Asistencia: 4.500 espectadores Árbitro(s): Comănescu | Asistencia: 4.500 espectadores Árbitro(s): Comănescu |

| 27 de octubre de 2011 | Rapid București                                                   | 5 – 0   | CS Otopeni | Giuleşti-Valentin Stănescu, Bucarest                |                                                     |
|                       | Grigore 32' · Cássio 37' · Burcă 55' · Deac 67' · Gângioveanu 89' | Reporte |            | Asistencia: 1.500 espectadores Árbitro(s): Cojocaru | Asistencia: 1.500 espectadores Árbitro(s): Cojocaru |

| 27 de octubre de 2011 | FC Timişoara            | 2 – 0   | Steaua București | Dan Păltinişanu, Timişoara                        |                                                   |
|                       | Ricketts 28' · Goga 52' | Reporte |                  | Asistencia: 20.000 espectadores Árbitro(s): Balaj | Asistencia: 20.000 espectadores Árbitro(s): Balaj |

## Cuartos de final
Los ganadores de los octavos de final entran en esta ronda.
| 7 de diciembre de 2011 | Rapid București            | 2 – 0   | Pandurii Târgu Jiu | Giuleşti-Valentin Stănescu, Bucarest                      |                                                           |
|                        | António 59' · Grigorie 79' | Reporte |                    | Asistencia: 5.000 espectadores Árbitro(s): Cristian Balaj | Asistencia: 5.000 espectadores Árbitro(s): Cristian Balaj |

| 8 de diciembre de 2011 | FC Timişoara | 0 – 1   | Gaz Metan Mediaş | Dan Păltinişanu, Timişoara |  |
|                        |              | Reporte | Bud 8'           |                            |  |

| 8 de diciembre de 2011 | Dinamo București            | 2 – 1   | Petrolul Ploiești | Dinamo, Bucarest |  |
|                        | Dănciulescu 14' · Ganea 56' | Reporte | Borza 48' (pen.)  |                  |  |

| 15 de marzo de 2012 | Oțelul Galați         | 2 – 3   | Vaslui                       | Oțelul, Galați                                          |                                                         |
|                     | Antal 65' · Iorga 67' | Reporte | Wesley 45', 62' · N'Doye 84' | Asistencia: 8.000 espectadores Árbitro(s): Catalin Popa | Asistencia: 8.000 espectadores Árbitro(s): Catalin Popa |

## Semifinales
| Equipo 1         | Agr. | Equipo 2         | Ida | Vuelta+ |
| ---------------- | ---- | ---------------- | --- | ------- |
| Vaslui           | 2–4  | Rapid București  | 0–1 | 2–3     |
| Dinamo Bucureşti | 2–2  | Gaz Metan Mediaş | 1–0 | 1–2     |

### Ida
| 29 de marzo de 2012 | Dinamo Bucureşti | 1 – 0   | Gaz Metan Mediaş | Dinamo, Bucarest                                         |                                                          |
|                     | Rus 88'          | Reporte |                  | Asistencia: 1.500 espectadores Árbitro(s): Radu Petrescu | Asistencia: 1.500 espectadores Árbitro(s): Radu Petrescu |

| 28 de marzo de 2012 | Vaslui | 0 – 1   | Rapid București  | Municipal, Vaslui                                       |                                                         |
|                     |        | Reporte | Herea 71' (pen.) | Asistencia: 7.000 espectadores Árbitro(s): Marius Avram | Asistencia: 7.000 espectadores Árbitro(s): Marius Avram |

### Vuelta
| 12 de abril de 2012 | Gaz Metan Mediaş          | 2 – 1 | Dinamo Bucureşti | Gaz Metan, Mediaș                                         |                                                           |
|                     | Marković 8' · Issa Ba 79' |       | Stoica 58'       | Asistencia: 10.000 espectadores Árbitro(s): Radu Petrescu | Asistencia: 10.000 espectadores Árbitro(s): Radu Petrescu |

| 11 de abril de 2012 | Rapid București                    | 3 – 2   | Vaslui         | Giuleşti-Valentin Stănescu, Bucarest                    |                                                         |
|                     | Grigore 1' · Alexa 64' · Roman 88' | Reporte | Wesley 6', 47' | Asistencia: 2.500 espectadores Árbitro(s): Marius Avram | Asistencia: 2.500 espectadores Árbitro(s): Marius Avram |

## Final
| 23 de mayo de 2012 | Dinamo Bucureşti | 1 – 0   | Rapid București | Arena Națională, Bucarest                                  |                                                            |
|                    | Scarlatache 58'  | Reporte |                 | Asistencia: 40.000 espectadores Árbitro(s): Daniele Orsato | Asistencia: 40.000 espectadores Árbitro(s): Daniele Orsato |

| Romania                               |
| Campeón Dinamo Bucureşti 13.er título |